# Émilie Granier
Pour les articles homonymes, voir Granier.
Émilie Granier est une actrice française née le 30 septembre 1983.

## Biographie
Émilie Granier a été révélée par la série Cœur Océan diffusée dans KD2A sur France 2, où elle incarne Victoria.
Elle joue dans Paris 16e sur M6 où elle incarne Tara Kervadec, la fille de Valérie (Marie Riva) et la sœur d'Arthur (Arthur Mazet).
De novembre 2014 à janvier 2015 elle a incarné, dans Plus belle la vie, le rôle de Sonia Duez, une journaliste de France scoop.
Elle est depuis septembre 2021 à la direction d'une école sur Bordeaux (33), "L'atelier Rive Gauche" avec son amie Bérangère Nicolle (Directrice de Casting). Grâce à leurs expériences, elles y proposent une formation professionnalisante du comédien du théâtre et du cinéma.

## Filmographie

### Cinéma
- 2005 : Thank God d'Antonin Solnitzki
- 2004 : Sous terre d'Antonin Solnitzki, court métrage
- 2004 : Prélude d'Antonin Solnitzki, court métrage
- 2004 : Fantasme d'Antonin Solnitzki, court métrage
- 2003 : Déséquilibre d'Antonin Solnitzki, court métrage
- 2002 : La toupie de Régis Roinsard, court métrage
- 2001 : Oh oui ! de Renaud Pereira, court métrage

### Télévision
- 2006 ou 2007 : VIDEOMAIL, programme court pour France 2
- 2006 et 2008 : Cœur Océan : Victoria (saisons 1 et 3)
- 2007 : C'est comme ça (saison 3, épisodes 9, 10, 18, 22 et 25)
- 2008 : Sous le soleil : Élodie (saison 13, épisodes 6 et 7)
- 2009 : Paris 16e : Tara Kervadec
- 2011 - 2012 : Le Jour où tout a basculé : Magalie (épisode On a volé mon identité) / Elsa (épisode La nuit je deviens dangereux)
- 2014 - 2015 : CUT ! : Billie (saison 2 et 3)
- 2014 - 2015 : Plus belle la vie : Sonia Duez (saison 11)

## Théâtre
- 2004 : La demande en mariage d'Anton Tchekhov, mise en scène Vincent Chatrex, La Scène Bastille
- 2003 : In bed d'Arthur Schnitzler et David Hare, mise en scène Lesley Chatterley, Théâtre du Marais